# 신종훈 (축구 선수)
신종훈(1990년 1월 23일 ~ )은 대한민국의 풋살 선수로 현재 전주 매그 FC 소속으로 뛰고 있다. AFC 풋살 클럽 챔피언십에서 유일하게 출전, 득점한 한국인이기도 하다. 포지션은 피보이다.

## 경력

### FS 서울 시절
2009-10시즌 FK리그가 출범하면서 신종훈은 FS 서울에 입단했다. 2009-10시즌 신종훈은 22득점을 올리며 득점왕 타이틀을 거머쥐었다. 다음 시즌인 2010-11시즌 역시 22점으로 2년 연속 득점왕에 올랐으며 팀은 첫번째 리그 우승을 기록했다. 2011-12시즌에는 득점왕이 되지 못했으나 팀의 리그 2연패를 이끌었고 리그 MVP로 선정되었다. 

### 나고야 오션스 시절
2011-12시즌이 끝나고 신종훈은 일본의 최고의 구단인 나고야 오션스에 입단했다. 그는 12월 전일본 풋살 선수권 대회 동해 지역 예선에서 데뷔전을 가졌다. 2013년 여름, 그는 AFC 풋살 클럽 선수권 대회에서는 3경기에 출전 해 1골을 기록, 나고야가 아시아 챔피언이 되는 데 일조했다.

### 전주 매그 FC 시절
2013-14시즌이 시작하기 전 신종훈은 나고야 오션스와 계약을 해지하고 전주 매그 FC로 이적했다. 2013-14시즌 그는 16경기 37득점을 올리며 생애 2번째 리그 MVP를 거머쥐었고 팀은 그의 활약과 함께 리그 2연패를 달성했다. 이후 2014-15시즌에는 15경기 26득점을 기록해 팀의 리그 3연패에 중요한 역할을 했고 2시즌 연속 MVP로 선정되었다.

### 클럽 통산 기록
| 클럽      | 클럽          | 클럽      | 리그 | 리그 | 컵     | 컵     | 대륙 | 대륙 | 합계 | 합계 |
| 시즌      | 클럽          | 리그      | 경기 | 득점 | 경기   | 득점   | 경기 | 득점 | 경기 | 득점 |
| 한국      | 한국          | 한국      | 리그 | 리그 | FK컵   | FK컵   | AFC  | AFC  | 합계 | 합계 |
| --------- | ------------- | --------- | ---- | ---- | ------ | ------ | ---- | ---- | ---- | ---- |
| 2009–10   | FS 서울       | FK리그    | ?    | 22   | ?      | ?      | -    | -    | ?    | 22   |
| 2010–11   | FS 서울       | FK리그    | ?    | 22   | ?      | ?      | -    | -    | ?    | 22   |
| 2011–12   | FS 서울       | FK리그    | ?    | ?    | ?      | ?      | -    | -    | ?    | ?    |
| 일본      | 일본          | 일본      | 리그 | 리그 | 푸마컵 | 푸마컵 | AFC  | AFC  | 합계 | 합계 |
| 2012-13   | 나고야 오션스 | F.리그    | ?    | ?    | ?      | ?      | 3    | 1    | ?    | 1    |
| 한국      | 한국          | 한국      | 리그 | 리그 | FK컵   | FK컵   | AFC  | AFC  | 합계 | 합계 |
| 2013–14   | 전주 매그 FC  | FK리그    | 16   | 37   | 3      | 2      | -    | -    | 19   | 39   |
| 2014–15   | 전주 매그 FC  | FK리그    | 15   | 26   | 3      | 6      | -    | -    | 18   | 32   |
| 2015–16   | 전주 매그 FC  | FK리그    |      |      |        |        | -    | -    |      |      |
| 한국 통산 | 한국 통산     | 한국 통산 | ?    | ?    | ?      | ?      | 0    | 0    | ?    | ?    |
| 일본 통산 | 일본 통산     | 일본 통산 | ?    | ?    | ?      | ?      | 3    | 1    | ?    | ?    |
| 통산      | 통산          | 통산      | ?    | ?    | ?      | ?      | 3    | 1    | ?    | ?    |

## 수상

### 클럽
FS 서울
- FK리그: 우승 (2010-11, 2011-12), 준우승 (2009-10)
- FK컵: 우승 (2010, 2011)

 나고야 오션스
- F.리그: 우승 (2012-13)
- AFC 풋살 클럽 챔피언십: 우승 (2013)

 전주 매그 FC
- FK리그: 우승 (2013-14, 2014-15)
- FK컵: 우승 (2013, 2014), 준우승 (2015)

### 개인
- FK리그 MVP: 2011-12, 2013-14, 2014-15
- FK리그 득점왕: 2009-10, 2010-11
- FK컵 득점왕: 2015

## 등번호
- FS 서울 - ?
- 나고야 오션스 - 2
- 전주 매그 FC - 30⇒10